# Fielding Udine Roldán
Fielding Udine Roldán Lemus (n. Ciudad de Guatemala, 30 de abril de 1967) oboísta guatemalteco.

## Biografía
Realizó estudios en el Conservatorio Nacional de Música de Guatemala, en donde se graduó con doble mención honorífica. En junio de 2007 obtuvo el título de Licenciado en Música, como parte del programa de profesionalización de la Escuela Superior de Arte de la Universidad Galileo para los miembros de la Orquesta Sinfónica Nacional de Guatemala. En noviembre de 2008 concluyó un Diplomado en Música de Cámara, otorgado por la Universidad Galileo. Actualmente realiza estudios en un Diplomado de Dirección Orquestal organizado por el Conservatorio Nacional de Música "Germán Alcántara" y el Ministerio de Cultura y Deportes.
Desde mayo de 1992 es integrante de la Orquesta Sinfónica Nacional de Guatemala, de la que actualmente es primer oboe. También es primer oboísta de las siguientes orquestas: Orquesta Millennium, Orquesta Clásica de Guatemala, Orquesta Filarmónica de la Fundación Paiz, Orquesta Filarmónica del Festival Mosaico Cultural, Orquesta Interarte, Orquesta Sinfónica "Jesús Castillo" (hasta diciembre de 2007), Orquesta Lírica de Guatemala, y Orquesta de la Sociedad Musical de Guatemala, entre otras.
Ha actuado como solista con la Orquesta Sinfónica Nacional de Guatemala en varias de sus diferentes Temporadas de Conciertos. Con la Orquesta Millennium ha sido solista en varias ocasiones bajo la dirección del maestro Dieter Lehnhoff, presentando obras concertantes de Tommaso Albinoni, Johann Sebastian Bach, Benedetto Marcello, Wolfgang Amadeus Mozart y otros. Se ha presentado como Solista en varias ediciones del Festival de Junio del Teatro Nacional de Guatemala, y se presentó en el Festival Internacional Bravísimo. 
Se ha presentado en numerosos Conciertos de Música Barroca y Recitales de Música Cámara, en diferentes auditorios, tanto nacionales como internacionales.
Ha participado en grabaciones de diversos géneros musicales, especialmente en las de música guatemalteca, dentro de las que cabe destacar el Disco del Repertorio de San Sebastían Lemoa, entre otras más. 
De 1987 a 1997 fue integrante de Canto General, entidad dedicada a la musicalización de Poesía Latinoamericana y la interpretación de Música de Nueva Trova, realizando presentaciones en casi toda Guatemala, El Salvador, Honduras, México y Estados Unidos de América. Además participó en sus tres grabaciones de Audio y en un proyecto de Video, trabajo realizado en Sacramento, California, Estados Unidos de América.
Es miembro del Quinteto de vientos Con Tempo, del Quinteto de Solistas de la Orquesta Sinfónica Nacional, del Quinteto Aj-Che y del Quinteto de Maestros del Conservatorio Nacional de Música "Germán Alcántara". 
Es catedrático de Oboe y de Música de Cámara y Sinfónica y Director de la Orquesta de Vientos, en el Conservatorio Nacional de Música "Germán Alcántara" de Guatemala.
Ha sido Director Invitado de la Orquesta Sinfónica Nacional de Guatemala en varios Conciertos, como Conciertos para Estudiantes, Conciertos Populares, Conciertos Extraordinarios y en el Concierto de Clausura de la Temporada de Música de Cámara 2011, ocasión en la cual dirigió el Oratorio de Navidad para Solistas, Coro Mixto, Arpa, Órgano y Orquesta de Cuerdas.
- Datos: Q5861629